# Samuel Elmore Cannery

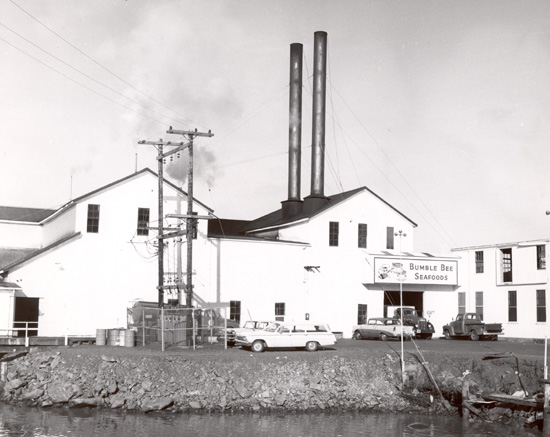
Die Fabrik ca. 1960er Jahre

Die Samuel Elmore Cannery (dt.: „Konservenfabrik Samuel Elmore“) war eine Fabrik in Astoria im US-Bundesstaat Oregon und von 1966 bis 1993 auf der Liste der National Historic Landmarks verzeichnet.
Der 1898 gegründete Betrieb war die längste kontinuierlich betriebene Fischkonservenfabrik in den Vereinigten Staaten, in Betrieb von 1898 bis zur Stilllegung im Jahr 1980. Die Firma produzierte hauptsächlich Lachs-Konserven und vertrieb ihre Produkte unter der Marke Bumble Bee. 
Aufgrund rückläufiger Lachsbestände diversifizierte man die Produkte der Fabrik in den 1930er Jahren. So wurden nun beispielsweise auch große Mengen Thunfisch verarbeitet. 1980 wurde die Fabrik stillgelegt. Aufgrund der Baufälligkeit des alten Gebäudes wurde der Abriss im Jahre 1991 beschlossen. 1993 brannte es dann aus und wurde von der Liste der National Historic Landmarks gestrichen sowie aus dem National Register of Historic Places gestrichen.